# 中小企業庁
中小企業庁（ちゅうしょうきぎょうちょう、英: The Small and Medium Enterprise Agency、略称：SMEA）は、日本の行政機関のひとつ。中小企業の育成、発展に関する事務などを所管する経済産業省の外局である。
全企業数の99.7％、全労働人口の7割を占める中小企業357万社（個人事業主を含む）に対する中小企業政策を担う。

## 概要
中小企業庁は、中小企業庁設置法（ちゅうしょうきぎょうちょうせっちほう）の目的である「健全な独立の中小企業が、国民経済を健全にし、及び発達させ、経済力の集中を防止し、且つ、企業を営もうとする者に対し、公平な事業活動の機会を確保するものであるのに鑑み、中小企業を育成し、及び発展させ、且つ、その経営を向上させるに足る諸条件を確立すること」を達成することを任務としている。この任務を達成するため設置法は中小企業庁の所掌事務を13号に渡って列挙しており、主に以下の中小企業に関する事項の事務をつかさどる（法4条1項）。
- 育成及び発展を図るための基本となる方策の企画及び立案（1号）
- 経営方法の改善、技術の向上その他の経営の向上（2号）
- 新たな事業の創出（3号）
- 取引の適正化（4号）
- 事業活動の機会の確保（5号）
- 経営の安定（6号）
- 円滑な資金の供給（7号）
- 経営に関する診断及び助言並びに研修（8号）
- 交流又は連携及び中小企業による組織（9号）
- 経営に関する相談並びに中小企業に関する行政に関する苦情若しくは意見の申出又は照会につき、必要な処理をし、又はそのあつせんをすること（10号）

毎年『中小企業白書』に収録される文書を作成している。これは「中小企業の動向及び政府が中小企業に関して講じた施策に関する報告」（中小企業基本法11条1項）と「中小企業政策審議会の意見を聴いて、中小企業の動向を考慮して講じようとする施策を明らかにした文書」（2項）から成る。いずれも中小企業基本法により政府が毎年国会に提出することが義務付けられているので、中小企業白書はいわゆる法定白書の一つである。

## 組織
中小企業庁は国家行政組織法3条2項により経済産業省に外局として置かれている。内部組織は法律の中小企業庁設置法、政令の経済産業省組織令及び省令の経済産業省組織規則が階層的に規定している。独自の地方支分部局はなく、経済産業省の地方支分部局である経済産業局内に中小企業に関する事務をつかさどる部署が置かれている。

### 幹部
- 中小企業庁長官（法2条2項）
- 中小企業庁次長（1人）（政令146条）
- 中小企業庁顧問（省令349条の3第1項）

中小企業庁顧問は中小企業庁の所掌事務のうち重要な施策に参画し、及び特定事項を処理する（2項）。非常勤で必置ではない。

### 内部部局
- 長官官房（政令147条）
  - 中小企業政策統括調整官
  - 総務課
  - 企画官（3人）
  - 業務管理官（1人）
  - 中小企業金融調査室
  - 広報相談室
- 事業環境部
  - 企画課 (政令153条)
    - 調査室（省令348条1項）
    - 経営安定対策室

  - 金融課
  - 財務課
  - 取引課
  - 統括官公需対策官（1人）（省令349条1項）
  - 統括下請代金検査官（1人）
  - 取引調整官（1人）
- 経営支援部
  - 経営支援課（政令158条）
  - 小規模企業振興課
  - 創業・新事業促進課
    - 海外展開支援室（省令349条の2第1項）

  - 技術・経営革新課
  - 商業課

### 審議会等
- 中小企業政策審議会（法5条1項）

## 所管法人
2024年4月1日、現在主管する独立行政法人に中小企業基盤整備機構（経営支援部経営支援課）がある。
2024年4月1日現在、所管する特殊法人に、株式会社商工組合中央金庫（事業環境部金融課）がある。
2024年4月1日現在、主管する特別の法律により設立される民間法人（特別民間法人）に東京中小企業投資育成株式会社に、名古屋中小企業投資育成株式会社、大阪中小企業投資育成株式会社がある。
2024年4月1日現在、経済産業省が所管する認可法人で、中小企業庁主管のものはない。
2024年4月1日現在、経済産業省は、地方共同法人は所管せず、従って中小企業庁主管のものはない。

## 財政及び職員
経済産業省の該当の項を参照

## 歴代の長官
特記なき限り、退任日は後任の発令日

### 中小企業庁（商工省）
- 岡松成太郎（事務取扱）：1948年（昭和23年）8月1日 -
- 蜷川虎三：1948年（昭和23年）8月7日 -

### 中小企業庁（通商産業省）
- 蜷川虎三：1949年（昭和24年）5月24日 - 京都府知事
- 小笠公韶：1950年（昭和25年）5月28日 - 衆議院議員、内閣官房副長官（事務担当）、参議院議員
- 玉置敬三（事務取扱）：1952年（昭和27年）5月 - 通商産業事務次官、東芝社長・会長
- 岡田秀男：1952年（昭和27年）5月27日 -
- 記内角一：1954年（昭和29年）7月2日 -
- 佐久洋：1955年（昭和30年）9月9日 - 中小企業金融公庫総裁、中小企業振興事業団理事長
- 川上為治：1956年（昭和31年）6月8日 - 参議院議員
- 岩武照彦：1958年（昭和33年）8月5日 - 神戸製鋼所専務、東大文院生(東アジア近現代史研究)
- 小山雄二：1959年（昭和34年）10月10日 - 中小企業信用保険公庫総裁
- 大堀弘：1961年（昭和36年）7月7日 - 電源開発社長、共同石油社長
- 樋詰誠明：1962年（昭和37年）7月10日 - 大丸副社長
- 中野正一：1963年（昭和38年）7月23日 - 経済企画庁事務次官、宇部興産取締役、西部石油社長
- 佐橋滋（事務取扱）：1965年（昭和40年）6月10日 - 余暇開発センター理事長・城山三郎『官僚たちの夏』のモデル
- 山本重信：1965年（昭和40年）6月15日 - 通商産業事務次官、トヨタ自動車工業副社長、日野自動車工業会長
- 影山衛司：1966年（昭和41年）4月25日 - 商工組合中央金庫理事長、(財)商工総合研究所理事長
- 乙竹虔三：1967年（昭和42年）9月1日 - 帝人会長・副社長、(財)商工会館理事長
- 吉光久：1969年（昭和44年）11月7日 - 日本合成ゴム社長
- 高橋淑郎：1971年（昭和46年）6月15日 - (社)中小企業診断協会会長
- 荘清：1972年（昭和47年）6月30日 - 中小企業金融公庫総裁
- 外山弘：1973年（昭和48年）7月25日 - 住友商事副社長
- 齋藤太一：1974年（昭和49年）6月18日 - 中小企業振興事業団理事長
- 岸田文武：1976年（昭和51年）7月27日 - 自民党衆議院議員・文部政務次官
- 左近友三郎：1978年（昭和53年）6月20日 - 共同石油社長
- 児玉清隆：1980年（昭和55年）6月17日 - 産業基盤整備基金理事長、(社)中小企業診断協会理事長
- 勝谷保：1981年（昭和56年）6月8日 - インドネシア石油社長
- 神谷和男：1982年（昭和57年）6月11日 - 中小企業信用保険公庫理事長
- 中澤忠義：1983年（昭和58年）6月7日 - 伊藤忠商事副会長、東京工業品取引所理事長
- 石井賢吾：1984年（昭和59年）6月19日 - 共同石油副社長、日鉱共石副社長、情報処理振興事業協会理事長
- 木下博生：1985年（昭和60年）6月18日 - 住友商事副社長、中小企業総合事業団初代理事長
- 岩崎八男：1986年（昭和61年）6月10日 - 新エネルギー・産業技術総合開発機構理事長
- 松尾邦彦：1988年（昭和63年）6月14日 - 国際石油開発社長、国際石油開発帝石ホールディングス会長
- 見学信敬：1989年（平成元年）6月27日 - 富士石油社長、中小企業総合事業団理事長
- 高橋達直：1990年（平成2年）6月29日 - ライオン社長・会長
- 南学政明：1991年（平成3年）6月14日 - 三菱電機副社長、東京工業品取引所理事長
- 関収：1992年（平成4年）6月23日 - 住友電気工業副社長
- 長田英機：1993年（平成5年）6月25日 - 関西電力副社長
- 中田哲雄：1994年（平成6年）7月1日 - (財)産業研究所所長、同志社大学教授
- 新欣樹：1995年（平成7年）6月21日 -1996年（平成8年）6月30日[11] 日本原子力発電副社長
- 石黒正大：1996年（平成8年）7月1日 - 東京ガス副社長、(財)日本自転車振興会副会長
- 林康夫：1997年（平成9年）7月11日 - 三井物産副社長、日本貿易振興機構（ジェトロ）理事長
- 鴇田勝彦：1998年（平成10年）6月23日 - 石油公団理事、TOKAI社長
- 岩田満泰：1999年（平成11年）9月3日 - 関西電力副社長
- 中村利雄：2000年（平成12年）6月30日 - 経済産業省中小企業庁長官に移行

### 中小企業庁（経済産業省）
- 中村利雄：2001年（平成13年）1月7日 - 2005年日本国際博覧会協会事務総長、日本商工会議所専務理事
- 杉山秀二：2001年（平成13年）7月2日 - 経済産業政策局長、経済産業事務次官
- 望月晴文：2003年（平成15年）7月11日 - 資源エネルギー庁長官、経済産業事務次官、内閣官房参与
- 石毛博行：2006年（平成18年）7月10日 - 通商政策局長、経済産業審議官
- 福水健文：2007年（平成19年）7月10日 - 新エネルギー・産業技術総合開発機構副理事長 / 技官出身者初の長官
- 長谷川榮一：2008年（平成20年）7月11日 - ボストン コンサルティング グループ(BCG) シニア・アドバイザー 、内閣総理大臣補佐官、内閣広報官
- 高原一郎：2010年（平成22年）7月30日 - 資源エネルギー庁長官
- 鈴木正徳：2011年（平成23年）8月12日 - 日揮株式会社取締役常務執行役員グローバル戦略室長代行、長野計器取締役
- 北川慎介：2013年（平成25年）6月28日 - 三井物産株式会社専務執行役員関西支社長
- 豊永厚志：2015年（平成27年）7月31日 - みずほ銀行顧問、中小企業基盤整備機構理事長
- 宮本聡：2016年（平成28年）6月17日 - 古河電気工業執行役員総務・CSR本部長
- 安藤久佳：2017年（平成29年）7月5日 - 経済産業事務次官
- 前田泰宏：2019年（令和元年）7月5日 - 日本国際博覧会協会理事、同副事務総長
- 角野然生：2021年（令和3年）7月1日 - 伊藤忠商事執行役員[12]
- 須藤治：2023年（令和5年）7月4日 - 大阪ガス顧問、同社常務執行役員[13]
- 山下隆一：2024年（令和6年）7月1日 -

## 幹部職員
2024年8月1日現在、中小企業庁の幹部（指定職）は以下のとおりである。
| 長官         | 山下隆一 |
| 次長         | 山本和徳 |
| 事業環境部長 | 坂本里和 |
| 経営支援部長 | 山崎琢矢 |

## 下請代金支払遅延等防止法（下請法）に基づく取り締まり
下請代金支払遅延等防止法（通称・下請法）は、親事業者の下請事業者に対する優越的地位の濫用行為を規制する日本の法律である。私的独占の禁止及び公正取引の確保に関する法律（通称：独占禁止法）の1つを構成する、独占禁止法の特別法として制定された。2003年（平成15年）の改正により、規制対象が役務取引に拡大され、違反行為に対する措置の強化が行われた。
親事業者が禁止行為を行っている場合、公正取引委員会は、親事業者に対して、原状回復措置等の必要な措置をとるべきことを勧告するものとされる（7条）。また、公正取引委員会と中小企業庁が共同で定期的に書面調査・立入検査を行っている。さらに、親事業者の義務違反や禁止行為があった場合、立入検査を拒んだ場合などは、50万円以下の罰金が規定されている（10条以下）。

## 関連紛争や諸問題

### 委託事業に関わる問題
- 2019年新型コロナウイルス感染症の流行に伴う経済産業省中小企業庁による持続化給付金事業の委託、再委託等の流れ
  - サービスデザイン推進協議会 - 電通（前田泰宏#電通との持続化給付金事業を巡る疑惑報道等を参照。キャッシュレス推進協議会、自由民主党 (日本)#問題も参照。）
- 同2019年新型コロナウイルス感染症の流行に伴う経済産業省中小企業庁による家賃支援給付金事業の受託をめぐる独占禁止法違反・下請法違反問題
  - 電通#家賃支援給付金事業の受託をめぐる問題を参照

### SBIR制度
- 日本版中小企業技術革新研究プログラム（SBIR）は、1999年施行の中小企業等経営強化法に基づく制度としてスタート。GAFAMをはじめ米国の産業競争力の礎を築いたと言われる同名制度をモデルにしたものだったが、米国のように科学技術を応用したイノベーション創出から成長企業育成につながっていなかったため、2021年から根拠規定が「科学技術・イノベーション創出の活性化に関する法律」に移され、内閣府（内閣府科学技術・イノベーション推進事務局）に移管された[16][17]。